# Eberhard Schwickerath
Eberhard Schwickerath (Solingen (Rin del Nord-Westfàlia), 4 de juliol, 1856 - Bonn (Rin del Nord-Westfàlia), 29 de maig, 1940) va ser un director de cor alemany, advocat i professor universitari.

## Biografia
Schwickerath va estudiar dret a les universitats de Bonn i Leipzig. L'hivern de 1874/75 esdevingué membre de l'Associació de Cantors de la Universitat de Leipzig a St. Pauli (avui Associació de Cantors Alemanys). Durant la seva etapa com a professor en pràctiques a Colònia, també va estudiar a l'escola de música local amb Isidor Seiss (composició) i Gustav Jensen (contrapunt). Va completar la seva formació musical amb Anton Bruckner a Viena.
Schwickerath va treballar després a Colònia fins al 1887 i com a director musical de l'Orquestra Simfònica d'Aquisgrà fins al 1912. El 1912 va ser nomenat membre de l'Acadèmia de Música de Munic. A més, va formar part de la direcció general del Festival de Música del Baix Rin deu vegades entre 1888 i 1920.
El 1900 Schwickerath va ser nomenat professor i el 1926 va ser nomenat Conseller Privat.